# Los Villares
Los Villares là một đô thị trong tỉnh Jaén, Tây Ban Nha. Theo điều tra dân số 2005 (INE), đô thị này có dân số là 5289 người.
37°41′B 3°49′T / 37,683°B 3,817°T